# Hornické muzeum

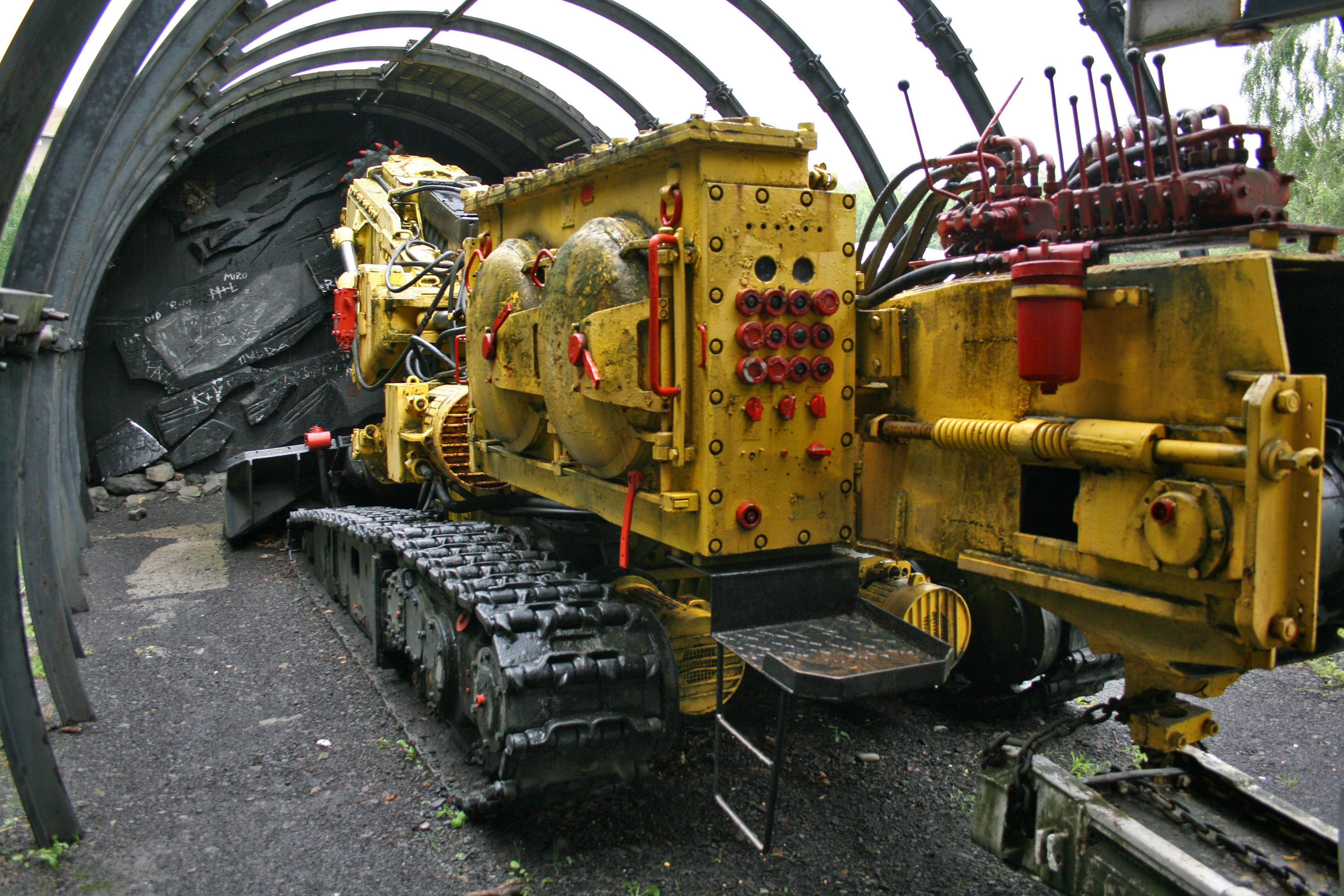
Hornické muzeum Ostrava

Hornické muzeum je muzeum zaměřené na těžbu surovin. Některá hornická muzea jsou vytvořena z dolů, v nichž již byla ukončena těžba, někde jsou vytvářeny i umělé hornické expozice. Muzea bývají zaměřena zejména na technologii těžby a zpracování surovin (prohlídka šachet, štol nebo budov, razicí a těžební stroje a nářadí, důlní dráhy, zpracovatelské linky, větrací a odvodňovací systémy), ale dílčí expozice mohou věnovat pozornost i mineralogii, sociální sféře a tradicím, rekultivaci hald, výsypek a povrchových dolů atd. Někde jsou hornické tematice věnovány naučné stezky.

## Hornická muzea v Česku
- Hornické muzeum Český Krumlov
- Hornické muzeum Krásno
- Hornické muzeum (Ostrava)
- Hornické muzeum Příbram
- Hornické muzeum Rudolfov
- Hornický skanzen Mayrau
- Rudný důl a hornické muzeum (Harrachov)
- Solvayovy lomy
- maketa uhelného a rudného dolu v podzemí Národního technického muzea v Praze
- Muzeum břidlice
- Hornické muzeum Zbůch

## Galerie

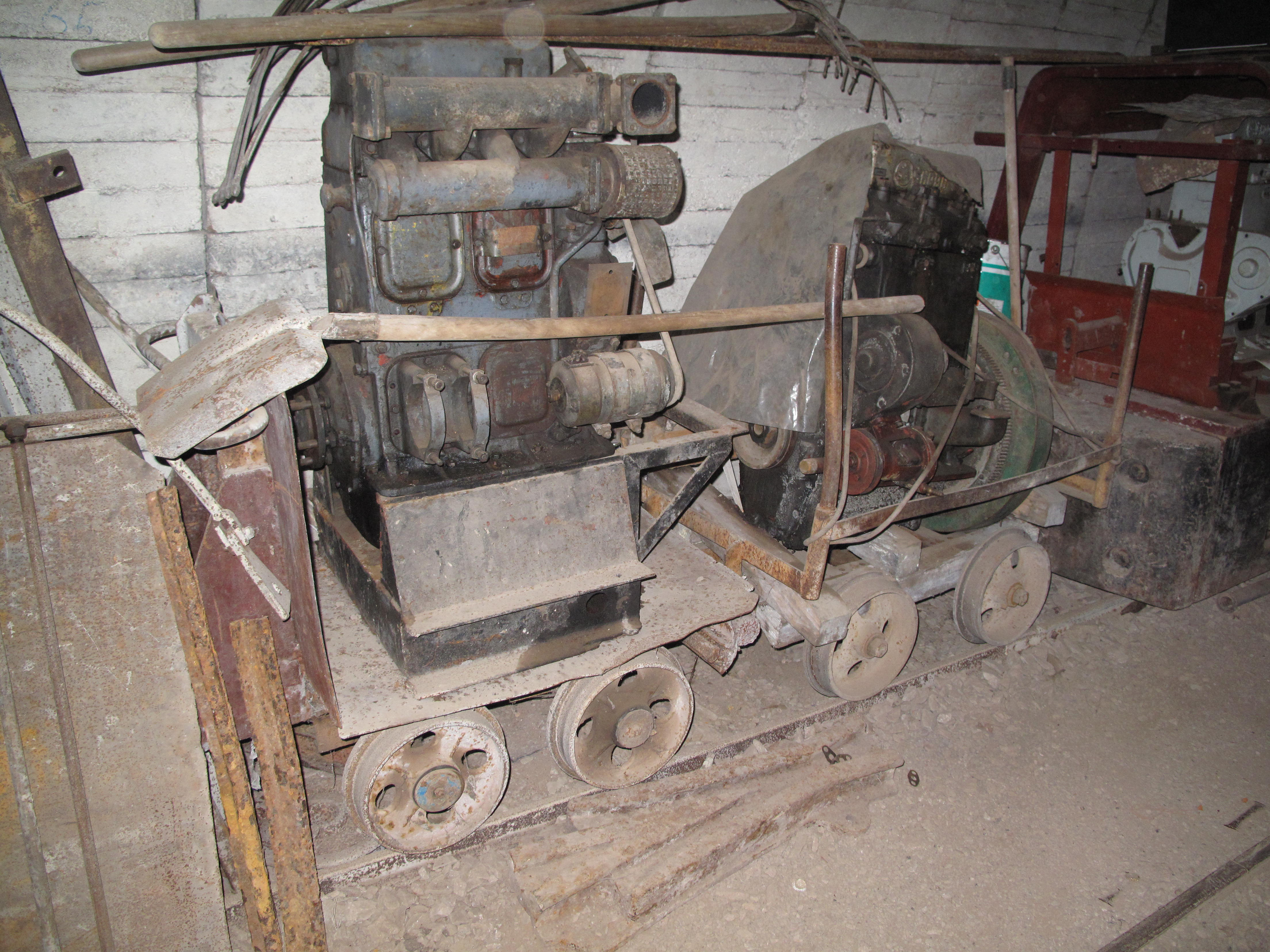
Solvayovy lomy
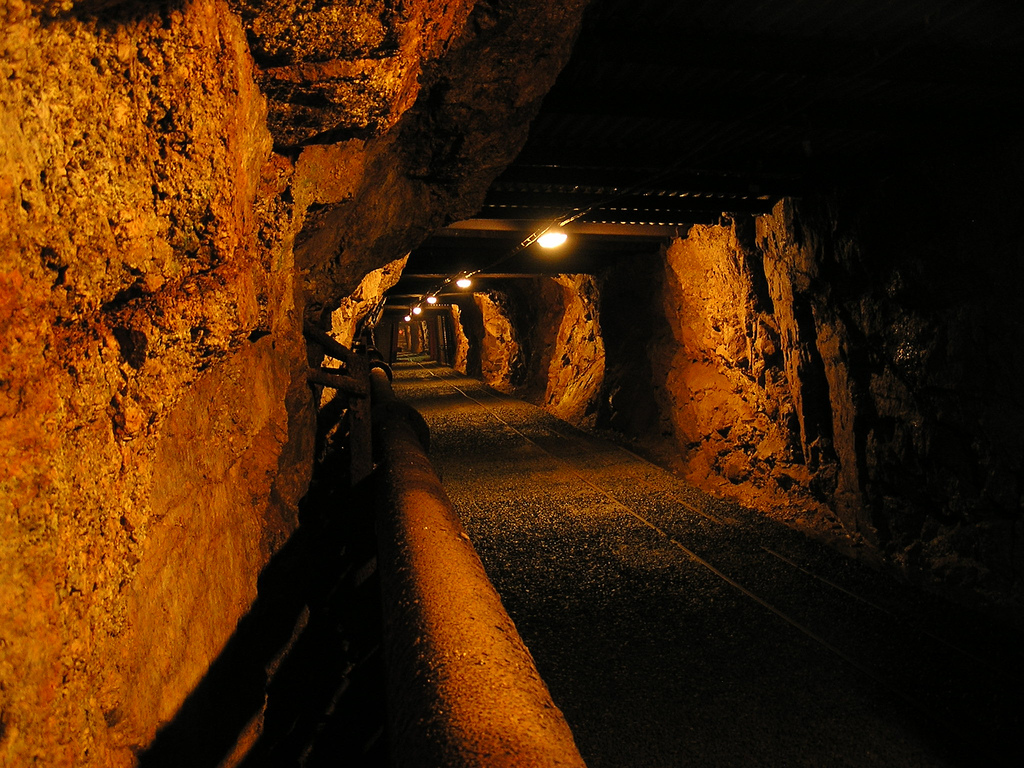
Rudný důl a hornické muzeum v Harrachově
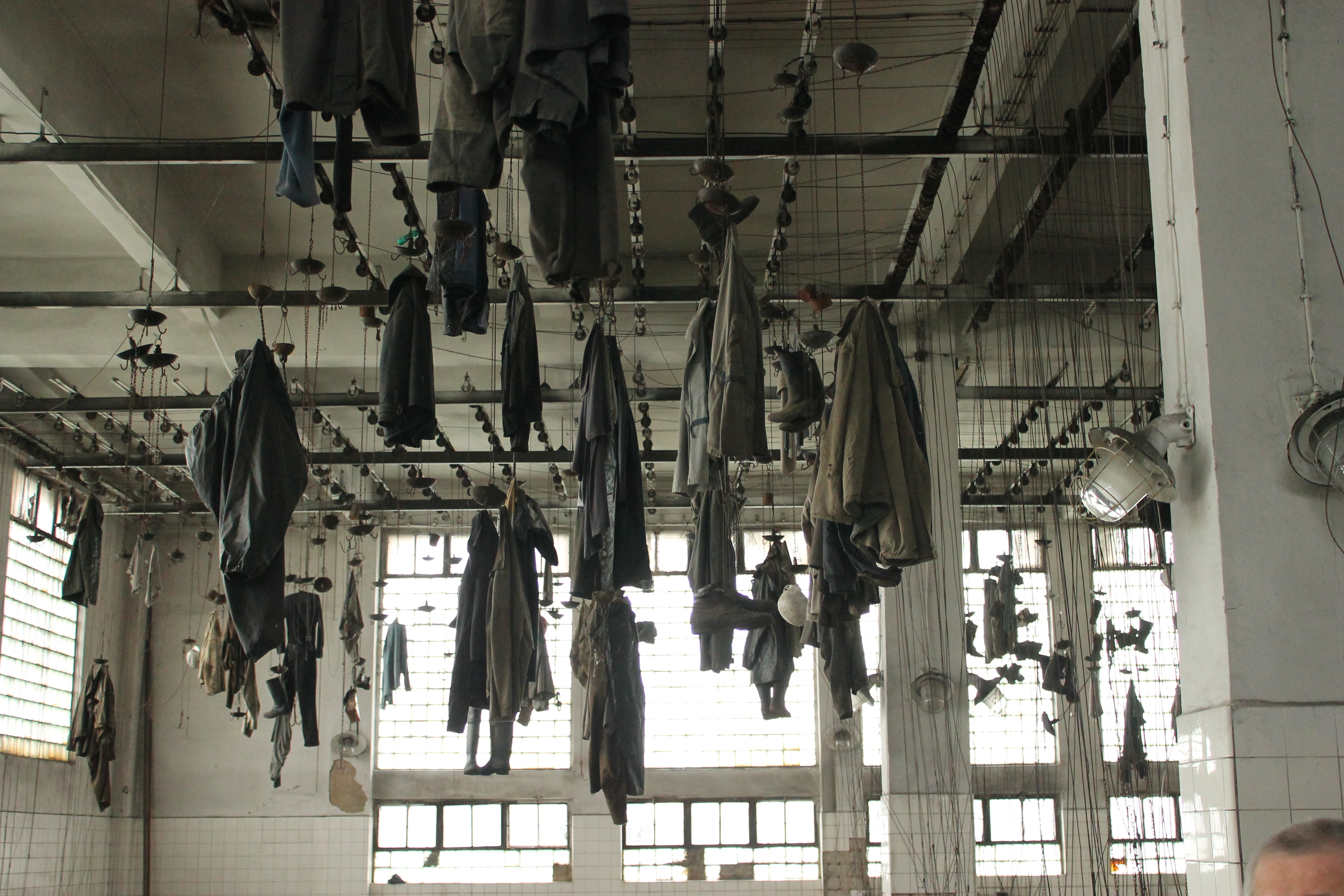
Hornický skanzen Mayrau
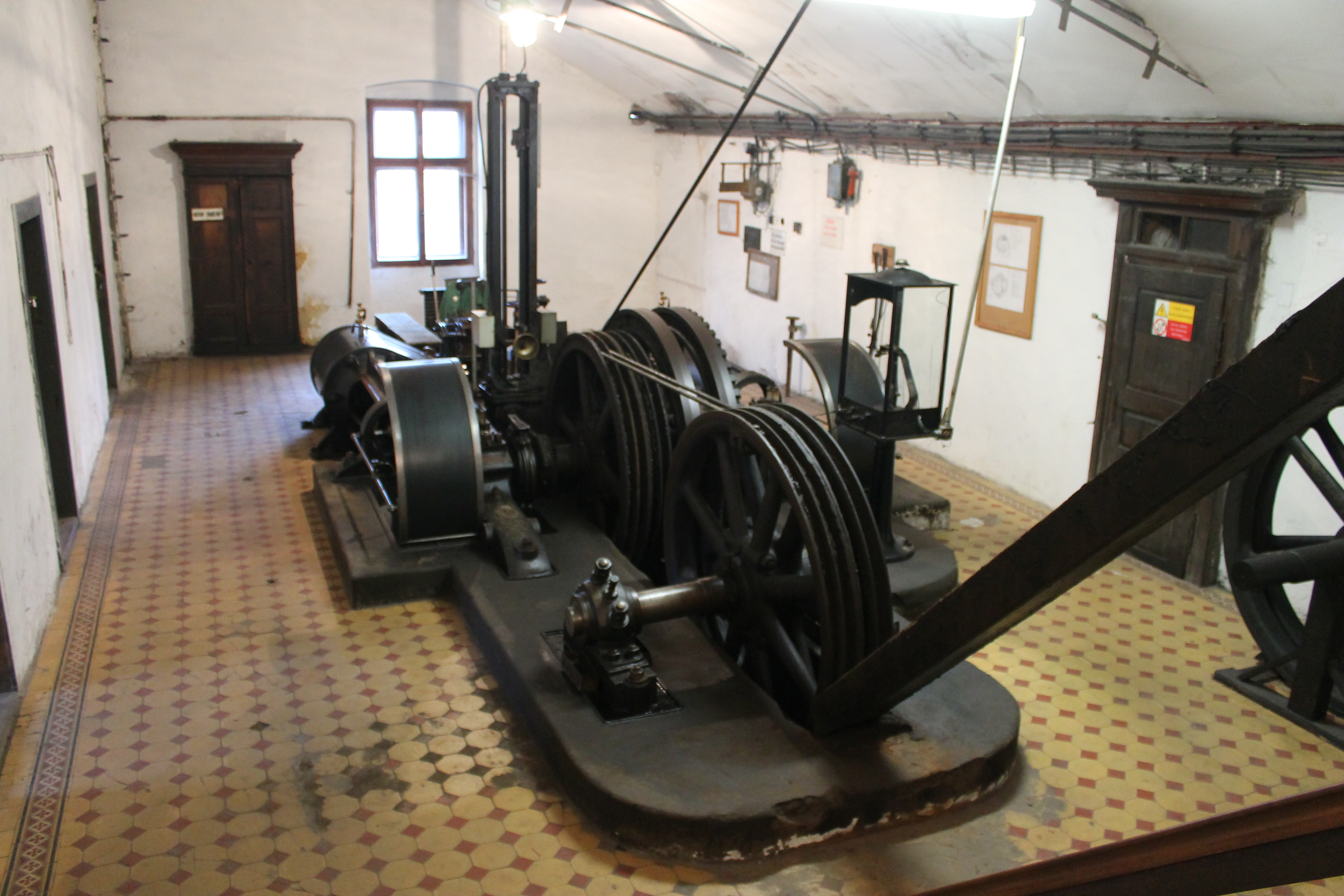
Hornický skanzen Mayrau
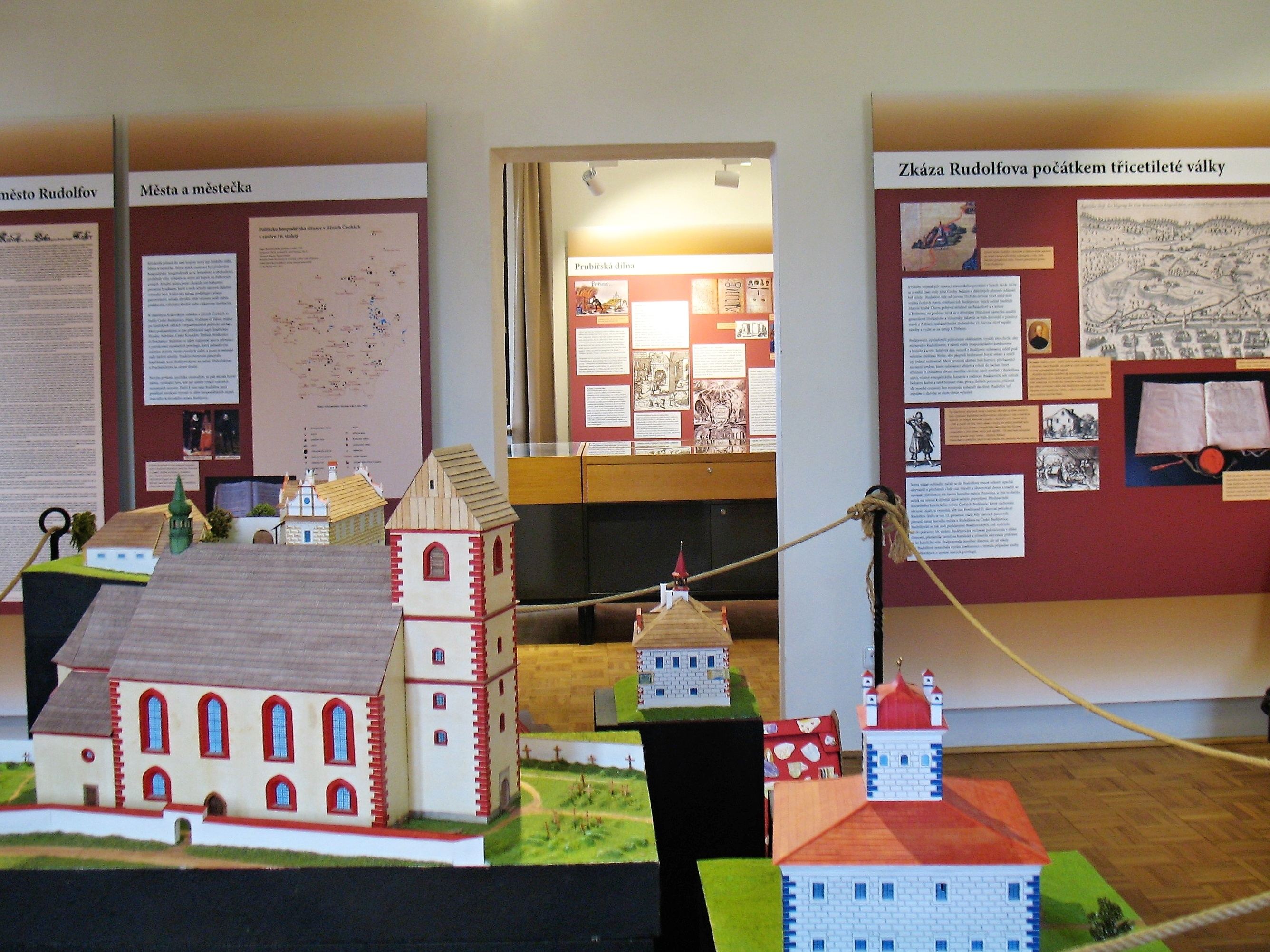
Hornické muzeum Rudolfov, interiér
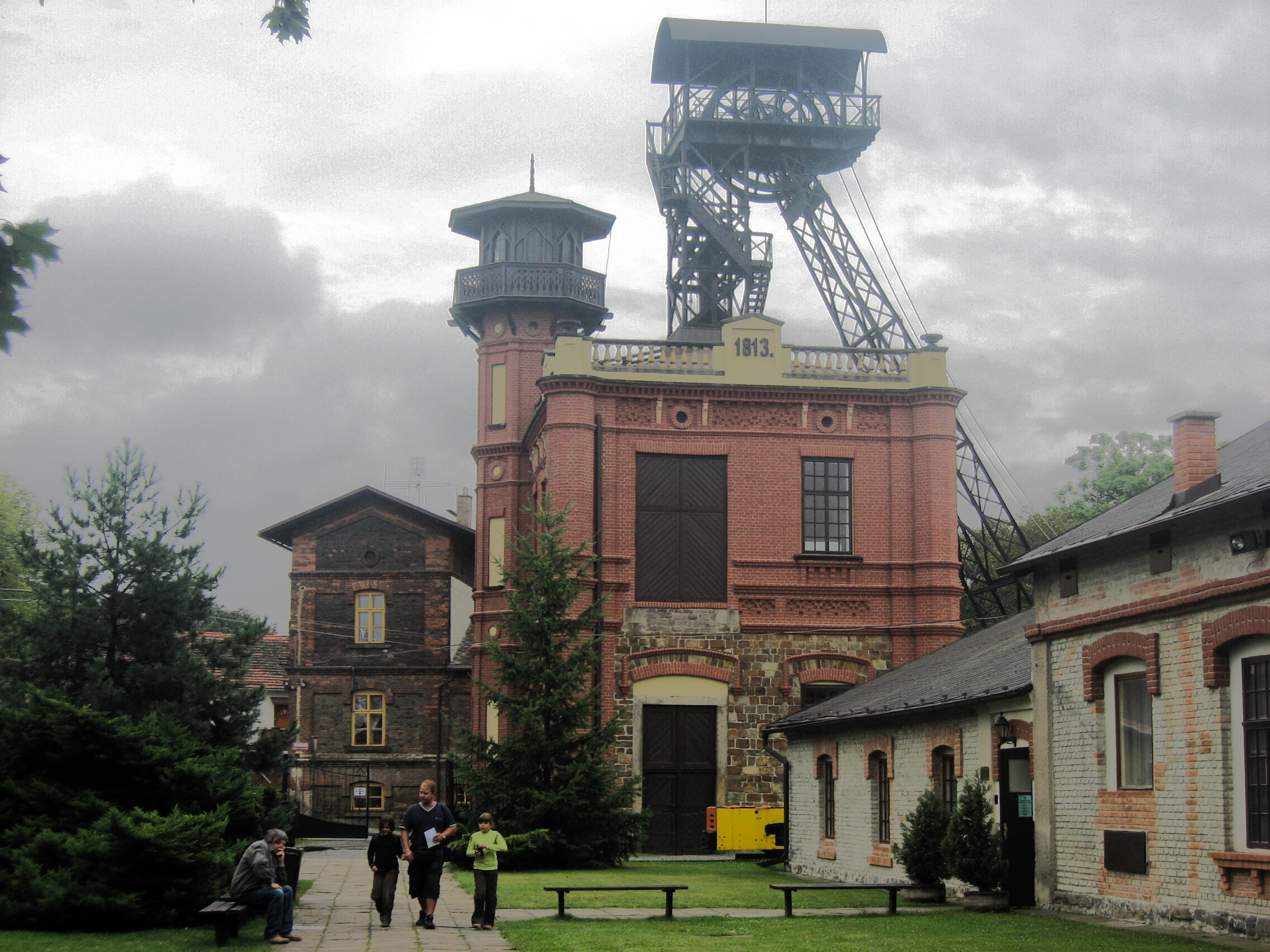
Příbram Hornické Muzeum
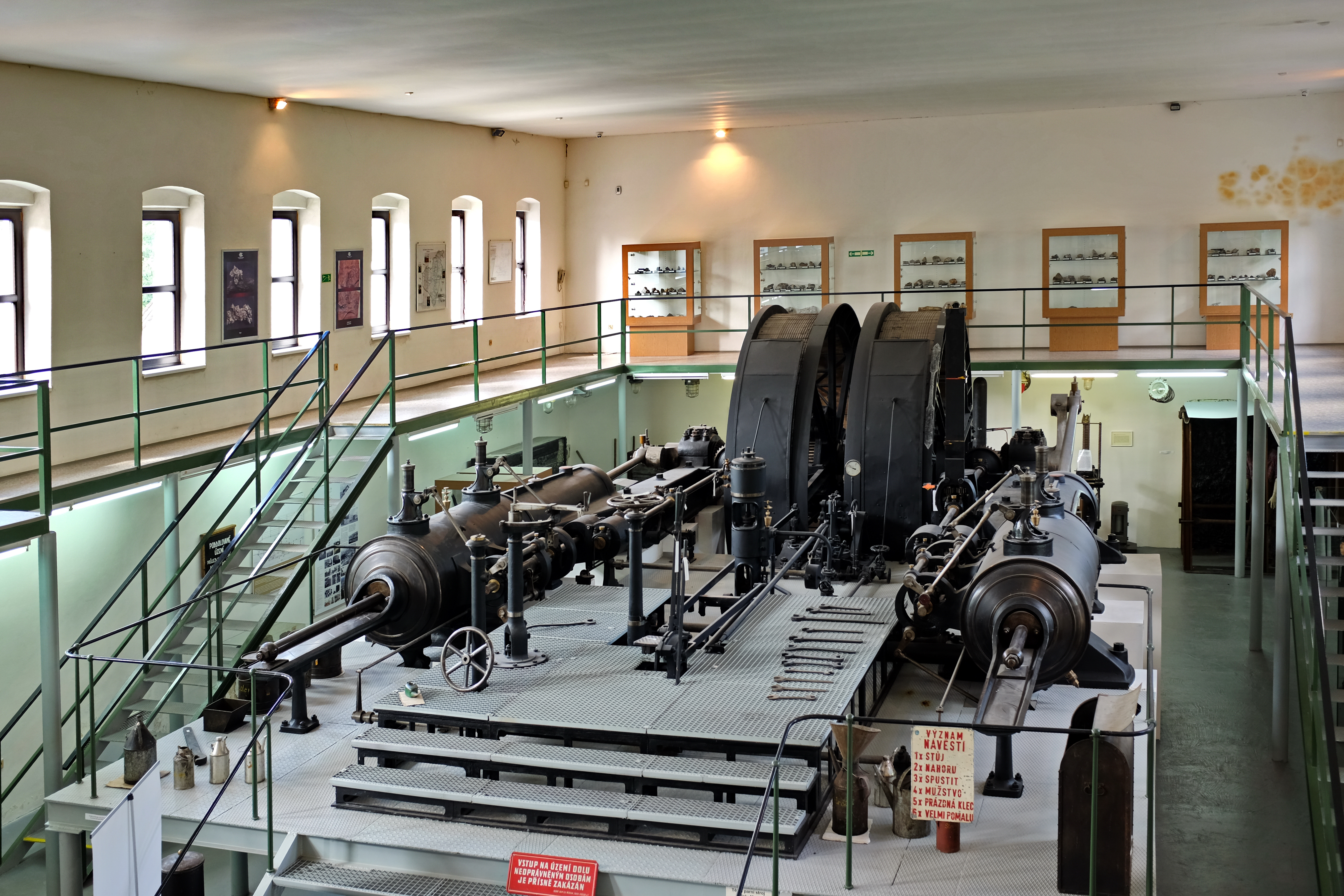
Hornické muzeum Krásno, těžní stroj
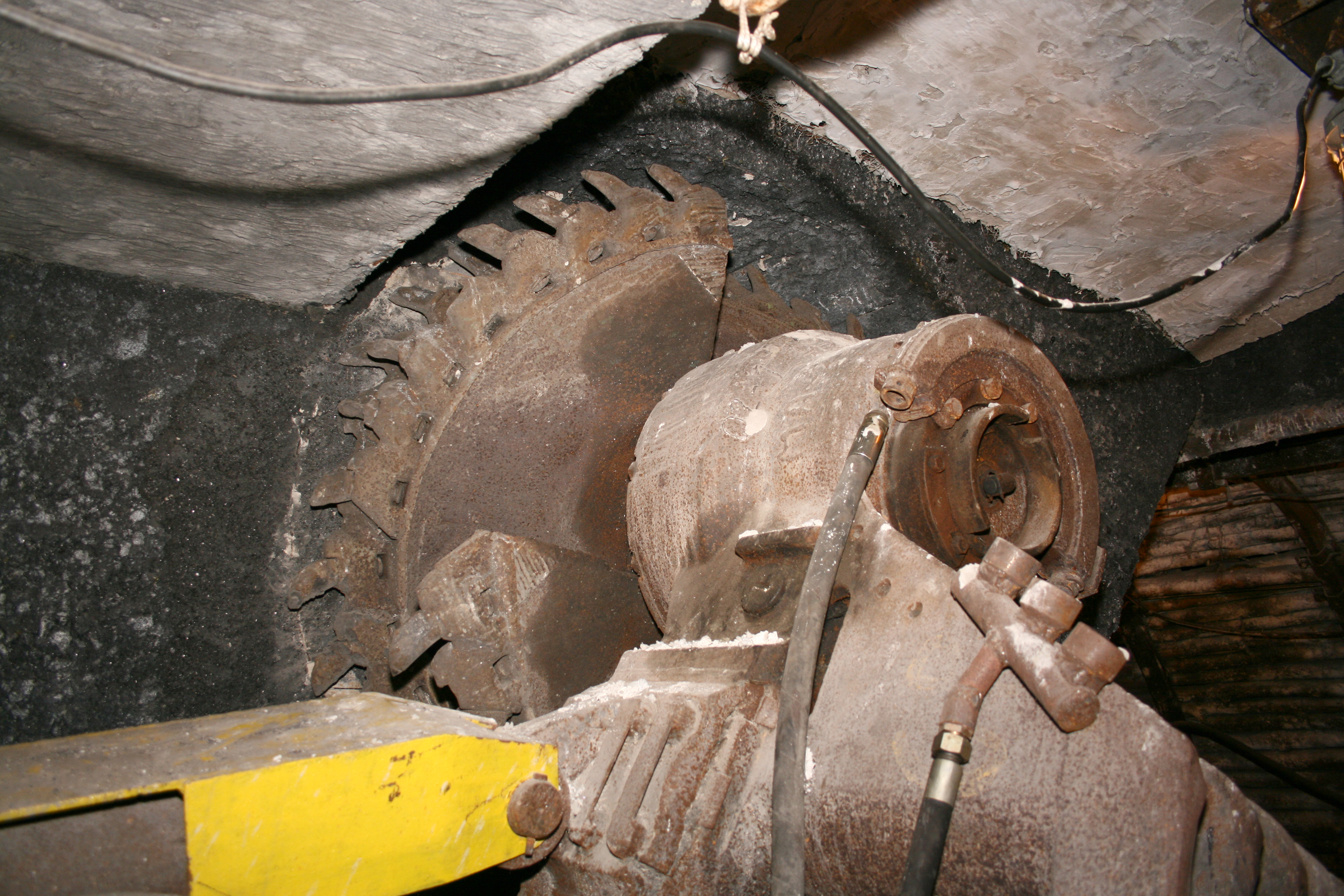
Hornické muzeum Ostrava